# William Wentworth, 1. Baronet

Wappen des Sir William Wentworth, 1. Baronet

Sir William Wentworth, 1. Baronet (getauft 3. Juli 1562; † 10. September 1614) war ein englischer Adliger.
Er war der Sohn und Erbe des Sir Thomas Wentworth († 1587), Gutsherr von Wentworth Woodhouse in Yorkshire, aus dessen zweiter Ehe mit Margaret Gascoigne, der Erbtochter des William Gascoigne, Gutsherr von Gawthorpe in Yorkshire.
1601 hatte er das Amt des High Sheriff von Yorkshire inne. Am 20. Juni 1611 erwarb er den erblichen Adelstitel Baronet, of Wentworth-Woodhouse in the County of York, den König Jakob I. damals gegen eine feste Gebühr verlieh.
Er heiratete Anne Atkins († 1611), Tochter des Barristers Robert Atkins, Gutsherr von Stowell in Gloucestershire. Mit ihr hatte er acht Söhne und drei Töchter:
- Thomas Wentworth, 1. Earl of Strafford (1593–1641);
- Sir William Wentworth († 1644), Gutsherr von Ashby Puerorum in Lincolnshire, ⚭ 1627 Elizabeth Savile († 1666);
- John Wentworth († 1625);
- Robert Wentworth;
- Michael Wentworth (* 1600);
- Matthew Wentworth (1605–1635);
- Philip Wentworth (1608–1634);
- Rt. Hon. Sir George Wentworth (* 1609), 1640–1646 MP für Pontefract, General of the King’s Forces in Ireland;
- Anne Wentworth (1591–1633), ⚭ 1607 Sir George Savile, 2. Baronet;
- Margaret Wentworth (* 1602), ⚭ 1626 Sir Richard Hutton, Gutsherr von Hooton Pagnell in Yorkshire;
- Elizabeth Wentworth (1603–1661), ⚭ 1636 James Dillon, 3. Earl of Roscommon.